# Breeding Death
Breeding Death —en español, traducido literalmente como «Engendrando Muerte»— es el EP debut de la banda sueca Bloodbath, perteneciente subgénero death metal. Fue lanzado el 8 de enero de 2000.
La portada fue diseñada por el ilustrador alemán Axel Hermann.

## Lista de canciones
Todas las letras fueron escritas por Mikael Åkerfeldt y Jonas Renkse.
| N.º | Título               | Duración |  |
| 1.  | «Breeding Death»     | 04:25    |  |
| 2.  | «Ominous Bloodvomit» | 03:46    |  |
| 3.  | «Furnace Funeral»    | 05:03    |  |

## Miembros
- Mikael Åkerfeldt - Vocalista.
- Anders Nyström - Guitarrista.
- Jonas Renkse - Bajista y voces adicionales.
- Dan Swanö - Baterista y voces adicionales.